# Andor/Episodenliste

Logo der Serie

Diese Episodenliste enthält alle Episoden der US-amerikanischen Space-Opera-Serie Andor, bzw. Andor: A Star Wars Story, sortiert nach US-amerikanischer Erstveröffentlichung. Die Fernsehserie umfasst zwei Staffeln mit 24 Episoden mit einer Länge von jeweils etwa 38 bis 61 Minuten.

## Übersicht
| Staffel | Episodenanzahl | Erstveröffentlichung USA | Erstveröffentlichung USA | Deutschsprachige Erstveröffentlichung | Deutschsprachige Erstveröffentlichung |
| Staffel | Episodenanzahl | Premiere                 | Finale                   | Premiere                              | Finale                                |
| ------- | -------------- | ------------------------ | ------------------------ | ------------------------------------- | ------------------------------------- |
| 1       | 12             | 21. September 2022       | 23. November 2022        | 21. September 2022                    | 23. November 2022                     |
| 2       | 12             | 22. April 2025           | 13. Mai 2025             | 23. April 2025                        | 14. Mai 2025                          |

## Staffel 1
| Nr. (ges.) | Nr. (St.) | Deutscher Titel           | Originaltitel      | Erstveröffentlichung USA | Deutschsprachige Erstveröffentlichung (D/A/CH) | Regie          | Drehbuch       |
| --- | --------- | ------------------------- | ------------------ | ------------------------ | ---------------------------------------------- | -------------- | -------------- |
| 1 | 1         | Kassa                     | Kassa              | 21. Sep. 2022            | 21. Sep. 2022                                  | Toby Haynes    | Tony Gilroy    |
| Fünf Jahre vor der Schlacht von Yavin sucht Cassian Andor in einem Bordell der Preox-Unternehmenszone auf dem Mond Morlana Eins nach seiner verschwundenen Schwester. Er trifft dort jedoch nur zwei Mitarbeiter des Pre-Mor-Sicherheitskonzerns, die er in einem Handgemenge tötet. Danach kehrt er auf seinen Heimatplaneten, die Menschenwelt Ferrix, zurück. Dort trifft er sich mit der Mechanikerin und Schrottplatzbetreiberin Bix Caleen, die er überredet, ein Treffen mit einem geheimen Käufer für eine imperiale Starpath-Einheit, welche er vor einiger Zeit erbeuten konnte, zu arrangieren. Im ebenfalls auf Morlana Eins beheimateten Hauptquartier des Sicherheitskonzerns Preox-Morlana wird Inspektor Syril Karn von seinem Vorgesetzten Chefinspektor Hyde aufgefordert, die beiden Morde als unglücklichen Unfall zu deklarieren, um der imperialen Regionalkommandantur eine gute Verbrechensrate präsentieren zu können. Syril möchte dies jedoch nicht hinnehmen und lässt nach Ungereimtheiten suchen. Seine Mitarbeiter übermitteln zu diesem Zweck eine Aufforderung an die Bürger von Ferrix, jegliche Informationen an Pre-Mor weiterzuleiten. In einer Rückblende beobachten ein junger Cassian und seine Schwester, wie ein unbekanntes Raumschiff in den Wäldern des Planeten Kenari abstürzt. |           |                           |                    |                          |                                                |                |                |
| 2 | 2         | Das bin ich               | That Would Be Me   | 21. Sep. 2022            | 21. Sep. 2022                                  | Toby Haynes    | Tony Gilroy    |
| Cassian versucht seine Adoptivmutter Maarva angesichts der Suche nach ihm zu beruhigen. Währenddessen ermitteln Syrils Mitarbeiter Cassians Identität. Syril und sein Stellvertreter Linus Mosk begeben sich mit einem Haftbefehl und vier Trupps nach Ferrix. Derweil erreicht ein unbekannter Mann mit seinem Raumschiff Ferrix, landet abseits und begibt sich in die Stadt. In einer Rückblende erkennt der junge Cassian auf Kenari, dass seine Heimat ausgebeutet wird. Er schließt sich einer Gruppe Kinder an, die sich zur Absturzstelle begeben, um sie zu untersuchen. Dabei tötet ein Überlebender des Absturzes die Anführerin der Kinder, ehe er selbst stirbt. |           |                           |                    |                          |                                                |                |                |
| 3 | 3         | Abrechnung                | Reckoning          | 21. Sep. 2022            | 21. Sep. 2022                                  | Toby Haynes    | Tony Gilroy    |
| Bei seiner Ankunft in der Stadt trifft der Fremde Bix. Er stellt sich als der geheime Käufer für die Starpath-Einheit heraus und begibt sich zum geheimen Treffpunkt mit Cassian. Kurze Zeit später treffen Syril und seine Untergebenen auf Ferrix ein, um nach Cassian zu suchen. Bix erkennt, dass ihr Freund Timm Cassians Aufenthaltsort weitergegeben haben muss. Beim Versuch sie vor Syrils Soldaten zu retten wird Timm getötet. In einer verlassenen Halle treffen Cassian und der Käufer schließlich aufeinander, wobei sie nach anfänglichen Zweifeln zusammenarbeiten und einen Teil des Trupps ausschalten. In der Stadt starten sie ein Ablenkungsmanöver, fliehen auf einem Speeder, was Syril fassungslos zurücklässt und entkommen mit dem Schiff des Käufers, der Fondor. Eine weitere Rückblende zeigt, wie Cassian das Innere des Wracks betritt. Dort wird er von Maarva und Clem Andor gefunden, die eigentlich auf der Suche nach bestimmten Schiffsteilen sind. Da Cassian nach Maarvas Auffassung auf Kenari der Tod erwartet, beschließt sie ihn mitzunehmen. |           |                           |                    |                          |                                                |                |                |
| 4 | 4         | Aldhani                   | Aldhani            | 28. Sep. 2022            | 28. Sep. 2022                                  | Susanna White  | Dan Gilroy     |
| Nach seiner Flucht mit dem Fremden, der sich später als Luthen Rael herausstellt, bietet dieser Cassian an, an einem Job teilzunehmen, der vorsieht imperiales Gut zu stehlen. Weil Cassian zögert, erklärt Luthen, dass er tatsächlich nicht wegen der Starpath-Einheit nach Ferrix kam, sondern um Cassian zu rekrutieren. Er verspricht, ihn bei Erledigung des Jobs fürstlich zu entlohnen und Cassian willigt ein. Luthen bringt ihn daraufhin zu einer kleinen Rebellengruppe auf den Planeten Aldhani, die von Vel Sartha angeführt wird. Vel äußert Luthen gegenüber ihre Skepsis, so kurz vor Ausführung ihres Plans noch ein weiteres Mitglied in die Gruppe aufzunehmen. Luthen kann sie jedoch überreden und Vel bringt Cassian zu ihren Mitstreitern. Auch die sind zunächst skeptisch, bereiten sich aber schließlich gemeinsam auf den bevorstehenden Diebstahl vor. Auf Coruscant tagt derweil die Regionalkommandantur der Imperialen Sicherheitsbehörde. Der vorstehende Major Partagaz fordert Lieutenant Dedra Meero auf, Beweise für ihre Vermutung einer organisierten Rebellion vorzulegen. Auf Morlana Eins wird verkündet, dass der Konzern fortan dem Imperium untersteht. Für Syril wäre dies eine Aufstiegschance, dennoch kehrt er zu seiner Mutter nach Coruscant zurück. Luthen begibt sich ebenfalls nach Coruscant, wo er Besuch von Senatorin Mon Mothma erhält, die sich verfolgt und belagert fühlt. Sie erklärt ihm, dass ihre Gelderverschiebung aufgrund neuer Spione in und außerhalb des Galaktischen Senats nicht länger möglich ist. Sie versichert Luthen jedoch jemanden zu kennen, der helfen könnte.                                     |           |                           |                    |                          |                                                |                |                |
| 5 | 5         | Die Axt vergisst ihr Werk | The Axe Forgets    | 5. Okt. 2022             | 5. Okt. 2022                                   | Susanna White  | Dan Gilroy     |
| Auf Aldhani verbirgt Clem seine Vergangenheit vor seinen Mitstreitern, was insbesondere bei Arvel Skeen Misstrauen hervorruft. Dennoch bildet Taramyn Barcona Cassian, Skeen und den jungen Rebellen Nemik für den geplanten Überfall aus. Auf der Reise zur imperialen Garnison von Aldhani offenbart Cassian, dass er ein Söldner ist. Teamleiterin Vel beschließt, die Mission fortzusetzen und sich mit Clems Vergangenheit zu befassen, wenn sie ihr Ziel erreicht haben. Währenddessen unterstützt der imperiale Offizier und Rebellen-Doppelagent Lieutenant Gorn heimlich Vels Team. Auf Coruscant erkundet Syril Karn mit Eedys Hilfe neue berufliche Perspektiven. Mon Mothma gründet eine neue Wohltätigkeitsstiftung und muss sich im Privaten mit den zunehmend angespannten Beziehungen zu ihrem Mann und ihrer Tochter auseinandersetzen. ISB-Aufseher Blevin erwirbt ein Hotel als neues Hauptquartier auf Ferrix. Währenddessen entdecken seine Rivalin Meero und ihr Assistent Heert Beweise dafür, dass die Rebellen eine Reihe von koordinierten Raubüberfällen auf imperiale Waffen und Technologien durchführen. Luthen wartet derweil besorgt auf eine Nachricht von Cassians Rebellentrupp. |           |                           |                    |                          |                                                |                |                |
| 6 | 6         | Das Auge                  | The Eye            | 12. Okt. 2022            | 12. Okt. 2022                                  | Susanna White  | Dan Gilroy     |
| Während eines Naturspektakels beginnen Cassian und die anderen mit dem Diebstahl, wobei sie den lokalen Kommandanten Jayhold Beehaz zwingen, beim Beladen des Transports zu helfen. Ein Corporal bemerkt das Vorhaben und löst ein Feuergefecht aus, bei dem Barcona ums Leben kommt. Cassian, Nemik, Skeen und Vel gelingt die Flucht, doch Nemik wird bei Turbulenzen schwer verletzt. Entgegen Vels Vorhaben suchen Cassian und Skeen einen Arzt auf, der jedoch nichts mehr zu tun vermag. Cassian erschießt Skeen, da dieser plante, sich mit dem Diebesgut abzusetzen. Bevor er sich von Vel verabschiedet, überreicht sie ihm Nemiks Manifest. Auf Coruscant legt Mon Mothma im Senat einen Gesetzentwurf vor, der das Leid der Bevölkerung von Ghorman beenden soll, wird jedoch von den anderen Senatoren ignoriert. Luthen und seine Assistentin erhalten derweil Besuch von einem Ehepaar, wobei der Mann nach Gegenständen von Aldhani fragt, da es dort einen schweren Diebstahl durch Rebellen gegeben haben soll. Luthen zeigt sich daraufhin erleichtert und erfreut. |           |                           |                    |                          |                                                |                |                |
| 7 | 7         | Bekanntgabe               | Announcement       | 19. Okt. 2022            | 19. Okt. 2022                                  | Benjamin Caron | Stephen Schiff |
| Auf Coruscant stellt Colonel Wullf Yularen nach Rücksprache mit Imperator Palpatine neue Maßnahmen vor, wonach die Strafen und Konsequenzen bei Duldung von Aktivitäten durch Partisanen in den Sektoren deutlich angehoben und verschärft werden. Syril tritt eine neue Stelle beim Büro für Standardisierung an. Cassian kehrt nach Ferrix zurück, um mit Maarva den Planeten zu verlassen, doch diese lehnt ab, und plant ihre eigene Rebellion. Mon Mothma stellt Luthen aufgrund der Nachrichten von Aldhani zur Rede und zeigt sich besorgt über seine Ansicht. Seine Assistentin Kleya befiehlt kurz danach der inkognito angereisten Vel, Cassian zu ermorden, da niemand etwas über Luthen wissen dürfe. Weil sie Beweise für eine organisierte Rebellion vorlegen kann, überträgt Major Partagaz Dedra die Kontrolle über Blevins Sektor. Beim Dinner erklärt Mon Mothma ihrem alten Freund Tay Kolma, dass ihr Fahrer ein Spion der ISB sei und sie seine Hilfe brauche. Sie plant, eine Wohltätigkeitsstiftung für Chandrila mit Tay als Vorsitzendem ins Leben zu rufen. Cassian ist wiederum auf dem Planeten Niamos unter neuer Identität untergetaucht, wird jedoch nach einem Missverständnis mit imperialen Küstentruppen zu sechs Jahren Gefängnis verurteilt. |           |                           |                    |                          |                                                |                |                |
| 8 | 8         | Narkina 5                 | Narkina 5          | 26. Okt. 2022            | 26. Okt. 2022                                  | Toby Haynes    | Beau Willimon  |
| Nach seiner Verurteilung wird Cassian auf den Planeten Narkina 5 gebracht, wo er unter der Aufsicht von Kino Loy mit anderen Gefangenen Arbeit verrichtet. Dedra stattet Syril aufgrund mehrerer Suchanfragen zu Cassian einen Besuch ab, verzichtet allerdings auf sein Angebot, sie zu begleiten. Nach einer Besprechung mit Colonel Yularen begibt sich Dedra für weitere Nachforschungen nach Ferrix und verhört dort unter anderem auch Bix. Luthen hingegen stellt auf Drängen von Kleya die Funkverbindung nach Ferrix ein und reist zum Versteck von Saw Gerrera, von dem er Unterstützung erbittet im Austausch gegen gestohlene imperiale Güter. Zu Luthens Enttäuschung lehnt Saw jedoch ab, da er nicht bereit ist, das Leben der Seinigen der Gefahr auszusetzen. Mon Mothma erfährt derweil durch Tay, dass die Bankenregulierung die Gelderverschiebung erschwert; sie erklärt zudem, dass noch überschüssige 400.000 Credits existieren, die noch nicht versteckt seien. |           |                           |                    |                          |                                                |                |                |
| 9 | 9         | Niemand hört zu           | Nobody's Listening | 2. Nov. 2022             | 2. Nov. 2022                                   | Toby Haynes    | Beau Willimon  |
| Auf Narkina 5 verrichten Cassian und seine Gruppe weiterhin die befohlene Arbeit, doch als Gerüchte über Vorkommnisse auf einer anderen Ebene bekannt werden, spitzt sich die Situation zu. Als zudem der älteste Arbeiter der Gruppe einen Schlaganfall erleidet und der verantwortliche Arzt Sterbehilfe leistet, verlangt Loy zu wissen, was tatsächlich vorgeht. Dabei erfährt er, dass die Gefangenen nicht freigelassen, sondern nach Ablauf ihrer Schicht nur in eine andere Ebene gebracht werden. Auf Ferrix erzwingt derweil Dedra durch neu entwickelte Foltermethoden die Herausgabe notwendiger Informationen von Bix und trägt dies auf Coruscant Partagaz vor. Die Supervisoren Jung und Lagret tragen ebenfalls Erkenntnisse vor, wobei sie ermitteln, dass ein Überfall auf ein Kraftwerk kurz bevorsteht und ein gefangener Rebellenpilot für sie nützlich sein könnte. Syril spricht erneut mit Dedra, doch sie lehnt abermals ab. Mon Mothma erhält nach einer Senatssitzung Besuch von ihrer Cousine, die sich als Vel herausstellt und auf der Durchreise befindet. Nachdem sie sich wieder von Mon verabschiedet, erhält zweitere Besuch von Tay, der mitteilt, dass sich die Probleme weiter verschlimmern und schlägt ihr mögliche Optionen vor. Dabei stellt er unter anderem die mögliche Zusammenarbeit mit einem chandrilanischen Gangster in den Raum. |           |                           |                    |                          |                                                |                |                |
| 10 | 10        | Ein Weg raus              | One Way Out        | 9. Nov. 2022             | 9. Nov. 2022                                   | Toby Haynes    | Beau Willimon  |
| Cassian und den anderen Gefangenen gelingt es trotz diverser Schwierigkeiten, die Anlage unter ihre Kontrolle zu bringen; dabei ruft Loy zudem zum Aufstand auf. Als die Gefangenen bei der Flucht ins Meer springen, bleibt Loy zurück, da er nicht schwimmen kann, während Cassian und Melshi das Festland erreichen können. Mon Mothma und Tay treffen derweil den zwielichtigen Gangster Davo Sculdun, der ihrem Vorhaben nicht abgeneigt ist, jedoch als Gegenleistung ein weiteres Treffen fordert, bei dem sich dessen Sohn und ihre Tochter anfreunden sollen. Im Hauptquartier der ISB auf Coruscant beschließt Partagaz den Plan von Supervisor Jung umzusetzen, was Dedra skeptisch betrachtet. Unbemerkt gegenüber seinen Kollegen begibt sich Jung in die unteren Ebenen der Metropole, wo er sich mit Luthen trifft und als dessen Spion in den imperialen Reihen entpuppt. Neben allen gesammelten Informationen über Dedra und den gefangenen Piloten erklärt er Luthen, dass er zu Gunsten seiner Familie aussteigen möchte. Dieser erklärt ihm jedoch, dass er nicht sein Netzwerk verlassen könne und versichert seine Sicherheit und die seiner Familie. Allerdings plant er die Rebellenzelle, die den Überfall auf das Kraftwerk ausführen will, dafür zu opfern. |           |                           |                    |                          |                                                |                |                |
| 11 | 11        | Tochter von Ferrix        | Daughter of Ferrix | 16. Nov. 2022            | 16. Nov. 2022                                  | Benjamin Caron | Tony Gilroy    |
| Auf dem Festland angekommen, fliehen Cassian und Melshi mittels eines Quadjumpers nach Niamos; dort trennen sie sich jedoch, da Melshi die Leute in der Galaxis über die Geschehnisse im Gefängnis aufklären möchte. Auf Ferrix wird Maarvas Tod betrauert und mit der Beerdigung begonnen. Dedra erklärt den imperialen Kräften vor Ort, dass sie die Rebellen in die Enge gedrängt haben möchte, weswegen diese vorerst die Genehmigung erhalten sollen, den Trauermarsch fortzusetzen. Syril erhält wiederum von Sergeant Mosk die Nachricht, dass Cassian vermutlich zur Beerdigung nach Ferrix kommen wird, weshalb er sich ebenfalls nach Ferrix auf den Weg macht. Vel sucht auf Coruscant Luthens Geschäft auf, trifft stattdessen wieder nur auf Kleya, die ihr Gesuch abweist; als Vel Andor erwähnt, wird sie dennoch hellhörig und verspricht ihn zu kontaktieren. Im Anschluss besucht Vel Mon Mothma, die inzwischen sehr unglücklich erscheint und ihr von den Problemen erzählt, wobei parallel ihre Tochter mit anderen Gleichaltrigen einen religiösen Brauch zelebriert. Derweil überzeugt Luthen Saw, aufgrund der neugewonnenen Informationen, die Beteiligung am Überfall aufzugeben. Als später bei einem Ferngespräch mit Kleya im Orbit des Planeten die Kommunikationssysteme gestört werden, taucht ein imperialer Abfangkreuzer auf, der die Fondor nach einer Überprüfung mit dem Traktorstrahl erfasst und zu entern versucht. Allerdings setzt sich Luthen zur Wehr, zerstört die Radarschüssel des Kreuzers samt Jägereskorte und entkommt durch einen Sprung in den Hyperraum.                                                                         |           |                           |                    |                          |                                                |                |                |
| 12 | 12        | Rix Road                  | Rix Road           | 23. Nov. 2022            | 23. Nov. 2022                                  | Benjamin Caron | Tony Gilroy    |
| Kurz vor dem Treffen mit Davo Sculdun und dessen Familie wirft Mon Mothma ihrem Ehemann vor, dass er in den Casinos von Coruscant ihr Geld verspielen würde. Dieser erklärt ihr jedoch, sie wurde angelogen, um ihr schaden zu können; obwohl er sich sicher fühlt, gibt ihr Fahrer diese Informationen ohne ihr Wissen an Supervisor Blevin weiter. Auf Ferrix beginnt derweil die offizielle Trauerfeier, wo sich nicht nur Cassian, Vel, Cinta und Luthen, sondern auch Syril und Dedra einfinden. Letztere ist zudem unzufrieden, da die Rebellenzelle ausradiert wurde, ohne Gefangene zu nehmen; Partagaz weist sie hingegen an, Axis zu finden, sollte sie in Zukunft weiterhin mitreden wollen. Auf der Rix Road spielt Maarvas Droide B2EMO schließlich eine von ihr aufgezeichnete Hologrammbotschaft ab, in welcher sie trotz ihres baldigen Ablebens die Bewohner auffordert, das Imperium aktiv zu bekämpfen. Einer von Dedras Untergebenen, Captain Vanis Tigo, stellt die Botschaft allerdings ab, wonach die Lage eskaliert. Die imperialen Kräfte wie auch die Bewohner erleiden Verluste, Dedra gerät in die wütende Menge und wird von Syril gerettet, während Cinta einen imperialen Spion tötet und Cassian Bix befreit. Später ermöglicht letzterer Bix und einer kleinen Gruppe, darunter der junge Wilmon Paak, die Flucht, er selbst begibt sich hingegen auf die Fondor. Dort fordert er Luthen auf, ihn entweder zu töten oder ihn einsteigen zu lassen, woraufhin dieser mit einem gutmütigen Lächeln reagiert. In einer Post-Credit-Szene ist zu sehen, dass der Todesstern fast fertig gestellt ist, wobei sich nur noch das Laser-Modul im Bau befindet. |           |                           |                    |                          |                                                |                |                |

## Staffel 2
| Nr. (ges.) | Nr. (St.) | Deutscher Titel                    | Originaltitel             | Erstveröffentlichung USA | Deutschsprachige Erstveröffentlichung (D/A/CH) | Regie               | Drehbuch      |
| --- | --------- | ---------------------------------- | ------------------------- | ------------------------ | ---------------------------------------------- | ------------------- | ------------- |
| 13 | 1         | Ein Jahr später                    | One Year Later            | 22. Apr. 2025            | 23. Apr. 2025                                  | Ariel Kleiman       | Tony Gilroy   |
| Vier Jahre vor der Schlacht von Yavin entwendet Cassian auf der Schiffsbauwelt Sienar den Prototyp eines TIE-Avenger, ein hochentwickelter Sternenjäger bestückt mit einer Vielzahl an Raketen und rotierenden Kanonen. Der Diebstahl verläuft allerdings nicht wie geplant und Cassian entkommt im Chaos mit dem TIE-Avenger, hat allerdings Probleme diesen zu steuern. Einige Zeit später landet Cassian auf einer Dschungelwelt, um einen Kontaktmann zu treffen, wird aber gefangen genommen, als dieser nicht auftaucht. Auf Chandrila finden sich derweil die Gäste für die bevorstehende, dreitägige Hochzeit von Mon Mothmas Tochter Leida und Davo Sculduns Sohn Stakun im Mothma-Anwesen ein, während die Vorbereitungen laufen. Auch Vel, Luthen und Kleya sind im Vorfeld der Feierlichkeiten zugange. Dedra und Partagaz wohnen unterdessen einem Geheimtreffen von imperialen Offizieren bei, welches von Direktor Orson Krennic einberufen wurde. Thema ist die Energieunabhänigkeit und -effizienz, die durch den Abbau des seltenen Minerals Kalkit auf der wohlhabenden und zunehmend anti-imperial agierenden Welt Ghorman erreicht werden soll. Der allmähliche Abbau des Minerals würde allerdings Konsequenzen haben und den Planeten instabil machen. Als Idee präsentiert Dedra gegenüber Krennic das gezielte Unterwandern und Manipulieren der ghormanischen Rebellen, um so imperiale Zugriffe rechtfertigen zu können. Auf der ländlichen Welt Mina-Rau wiederum leben mittlerweile Bix, Brasso, B2 und Wilmon unentdeckt ein friedliches Dasein als Farmer, obgleich Bix in Alpträumen weiterhin von ihrem Folterer Dr. Gorst verfolgt wird. Der Frieden scheint jedoch auf der Kippe zu stehen, als ein imperialer Gozanti-Frachter am Horizont auftaucht. |           |                                    |                           |                          |                                                |                     |               |
| 14 | 2         | Sagrona Teema                      | Sagrona Teema             | 22. Apr. 2025            | 23. Apr. 2025                                  | Ariel Kleiman       | Tony Gilroy   |
| Während die Hochzeit von Leida und Stakun immer näher rückt, sieht sich Mon mit einem Problem konfrontiert, welches von ihrem alten Freund Tay Kolma ausgeht. Durch die Aktivitäten der Rebellen sowie der Rebellion leidet sein Geschäft, auch mehrere seiner Investitionen sind dadurch geplatzt. Obwohl Mon verspricht sich darum zu kümmern, beäugt Luthen dies kritisch. Cassian findet sich unterdessen in Gefangenschaft einer Rebellengruppe wieder, die sich jedoch zersplittert hat. Dedra erklärt gegenüber Partagaz das Ghorman-Projekt nicht zu wollen, wird aber von ihm ermutigt es als Geschenk anzunehmen, anstelle den Geist Axis zu jagen. Zudem lebt Dedra inzwischen mit Syril zusammen in einem Apartment auf Coruscant. Die Gruppe um Bix auf Mina-Rau erfährt, dass die imperialen Truppen Stichproben des Getreides nehmen und illegal residierende Flüchtlinge aufspüren wollen. Indem sich die zersplitterten Gruppen gegenseitig angreifen, gelingt Cassian schließlich mit dem TIE-Avenger die Flucht. Der von ihm besuchte Planet stellt sich dabei als Yavin IV heraus. |           |                                    |                           |                          |                                                |                     |               |
| 15 | 3         | Ernte                              | Harvest                   | 22. Apr. 2025            | 23. Apr. 2025                                  | Ariel Kleiman       | Tony Gilroy   |
| Auf Chandrila vollzieht die Hochzeitsgesellschaft zunächst die lokalen Bräuche, ehe man sich der Zusammenführung des Brautpaares widmet. Mon erntet dabei einmal mehr kaltherzige Reaktionen seitens ihrer Tochter. Kolma verhält sich zunehmend beunruhigender und erarbeitet sich so bei Luthen den Status eines hohen Risikos. Dedra und Syril dinieren zeitgleich mit dessen strenger Mutter Eedy, die mit verbalen Sticheleien eine angespannte Atmosphäre schafft, aber von Dedra in ihre Schranken gewiesen wird. Cassian nimmt per Funk Kontakt mit Kleya auf, entscheidet sich aber kurz darauf seinen Freunden nun zur Hilfe zu eilen. Diese bereiten sich auf ihre geplante Flucht vor, wobei sie B2 bei der einheimischen Farmerin Talia unterbringen. Auch Wilmon muss sich von der etwa gleichaltrigen Beela trennen, für die er eigentlich Gefühle hegt. Beide beobachten die eintreffenden Truppen, die Brasso einkesseln und bewachen. Ein imperialer Lieutenant stattet dabei Bix einen Besuch ab und versucht sich an ihr zu vergehen, diese tötet ihn jedoch nach einem kurzen Handgemenge mit einem Hammer. Unmittelbar danach erreicht Wilmon sie und sucht nach einer Fluchtmöglichkeit, während Brasso auf einem Speeder zu ihnen zu gelangen versucht. Zeitgleich trifft Cassian auf Mina-Rau ein und vernichtet mit dem TIE-Avenger die imperialen Truppen vor Ort, kann allerdings nicht verhindern, dass Brasso durch die Sturmtruppen erschossen wird. Mit Bix und Wilmon tritt Cassian letztlich die Flucht an. Parallel feiert die Hochzeitsgesellschaft ausgelassen auf der Tanzfläche, wobei Cinta sich als Kolmas neuer Fahrer ausgibt. Geplagt durch ihre derzeitige Situation und die Opfer, die sie für die Rebellion bringen muss, betrinkt sich Mon schließlich während der Feierlichkeiten und tanzt anschließend in völliger Ekstase inmitten der anderen Gäste. |           |                                    |                           |                          |                                                |                     |               |
| 16 | 4         | Waren Sie schon einmal in Ghorman? | Ever Been to Ghorman?     | 29. Apr. 2025            | 30. Apr. 2025                                  | Ariel Kleiman       | Beau Willimon |
| Drei Jahre vor der Schlacht von Yavin haben sich Cassian und Bix in einem Hochhauskomplex auf Coruscant niedergelassen, zweite wird immer noch von Alpträumen mit Gorst heimgesucht. In der Ghormanischen Hauptstadt Palmo lebt unterdessen Syril ein scheinbar normales Leben als Leiter der Außenstelle des Büros für Standardisierung, sehr zum Missfallen seiner Mutter. Ohne es zu wissen werden seine Gespräche von Mitgliedern der Ghorman-Front, einer rebellischen Untergrundbewegung, abgehört. Im Ferngespräch mit Dedra stellt sich allerdings heraus, dass Syril gezielt die Ghorman-Front zu unterwandern versucht. Bei der Versammlung der ISB-Supervisoren zeigt sich Partagaz verärgert über mangelnde Fortschritte durch verlangsamte Datenverarbeitung, bedingt durch ein Übermaß von Verhaftungen. Derweil wirbt Mon bei den anderen Senatoren erfolglos für Unterstützung gegen das Gesetz der Strafenneuordnung, welches von Imperator Palpatine angestoßen wurde, Ghorman jedoch weiter schadet. Lonni erklärt Luthen kurz darauf von Dedras Fixierung auf Ghorman, wobei Luthen zunehmend unruhig wird. Syril hingegen besucht eine geheime Versammlung der Ghorman-Front und macht Bekanntschaft mit dem Kommunalpolitiker und Anführer der Gruppierung Carro Rylanz sowie dessen Tochter Enza Rylanz. Carro verdeutlicht dabei, dass nicht seine Leute, sondern das Imperium die wahre Bedrohung sei. Zu Beginn der imperialen Ära hatte Großmoff Wilhuff Tarkin fünfhundert unbewaffnete Ghormaner getötet, indem er seinen Sternenzerstörer auf ihnen landete. Mit dem Errichten einer Festung nahe der Gedenkstätte beginge das Imperium nun einen weiteren Affront. Luthen setzt einige Zeit später Cassian auf Carro an. Währenddessen präsentiert der mittlerweile für Luthen tätige Wilmon auf D’Qar Saw Gerrera und dessen Partisanen eine Maschine für Rhydonium, einen explosiven und gesundheitsschädlichen Treibstoff für Raumschiffe. Nachdem er versichert dass die Maschine funktioniert, plant Wilmon die Rückreise anzutreten. Saw ändert allerdings die Vereinbarung, teilt Wilmon einen der Partisanen zu, mit dem er an den Variationen der Maschine arbeiten soll und erzwingt seinen Verbleib auf D’Qar, bis er die gewünschten Resultate hat. |           |                                    |                           |                          |                                                |                     |               |
| 17 | 5         | Ich hab überall Freunde            | I Have Friends Everywhere | 29. Apr. 2025            | 30. Apr. 2025                                  | Ariel Kleiman       | Beau Willimon |
| Kleya belauscht ein Gespräch von Sculdun, verheimlicht dies Luthen aber. Auf Ghorman wird Syril verhaftet, als er eine imperiale Anordnung hinterfragt. Obwohl er kurz darauf wieder freigelassen wird, muss sich das gesamte Büro einer ISB-Befragung unterziehen, nachdem das Abhörgerät der Ghorman-Front gefunden wurde. Sculdun agiert ebenfalls zunehmend misstrauisch und verlangt die Untersuchung jedes seiner Kunstobjekte. Bei einem Treffen äußert Carro Syril gegenüber die Vermutung seiner Leute, dass die ISB als Schattenregierung agiert und bittet ihn um Mithilfe beim Ermitteln des Zwecks der Transporter. Luthen besucht zwischenzeitlich Bix. Cassian erreicht schließlich Ghorman und bezieht in Palmo nahe der Gedenkstätte ein Quartier, wobei er sich mit einem Hotelportier über das Tarkin-Massaker austauscht. Zudem schließt er Bekanntschaft mit Enza, ermahnt sie aber vorsichtiger und geduldiger zu sein. Später trifft er Carro und erfährt vom Bau eines Waffenlagers in der Hauptstadt, was einen Verstoß gegen die imperiale Charta darstellt. Obwohl die Gruppe im Bilde über die imperialen Aktivitäten ist und handeln kann, mangelt es ihr an Taktikern, weswegen er Cassian um Unterstützung bittet. Dieser steht dem Vorhaben eines Überfalls allerdings skeptisch gegenüber und betrachtet die Gruppe als zu unerfahren. Syril kehrt derweil nach Coruscant zurück und wird von Dedra empfangen, ehe er Partagaz von der Ghorman-Front erzählt. Saw erwägt gegenüber dem Partisanen Wilmon loszuwerden, wenn die Arbeit an den Maschinen abgeschlossen ist, da er zu viel gesehen habe. Kleya berichtet Luthen von Sculduns Anordnung und dem Mikrofon, welches zu ihnen zurückverfolgt werden könnte. Trotz Luthens Aufgebrachtheit stimmt er Kleyas Vorhaben zu, die Wanze während einer Feierlichkeit zu entfernen. Auf D’Qar beendet Wilmon die Arbeit an den Maschinen, wobei Saw unerwartet den Partisanen erschießt, da er sich als imperialer Spion herausstellt. Kurz darauf verlassen die Partisanen den Planeten und betanken auf einem unentdeckten Stützpunkt ihre Flotte mit Rhydonium. Dabei verrät Saw Wilmon seine tragische Vergangenheit auf Onderon und seine Verbundenheit zu Rhydonium, obgleich es ihn langsam vergiftet. Daraufhin nimmt Wilmon seine Schutzmaske ab und atmet unter Schmerzen ebenfalls Rhydonium ein, während Saw ihm zuspricht, dass er es zulassen soll und sie der eigentliche Treibstoff seien. |           |                                    |                           |                          |                                                |                     |               |
| 18 | 6         | Die Freude ist ganz meinerseits    | What a Festive Evening    | 29. Apr. 2025            | 30. Apr. 2025                                  | Ariel Kleiman       | Beau Willimon |
| Beim Rückflug vom Hafen Steergard empfiehlt Cassian Luthen die Finger von der Ghorman-Front zu lassen, da sie unvorbereitet seien. Luthen hingegen argumentiert wie stark Ghorman als Teil der Rebellion wäre. Als Cassian erfährt, dass Luthen zudem Bix überzeugen wollte in seinen Dienst zu treten, geraten die beiden Männer aneinander. Um doch einen erfolgreichen Raub zu ermöglichen, entsendet Luthen Vel und Cinta nach Ghorman. Nach anfänglichen Schwierigkeiten schwören sie die Gruppe auf den bevorstehenden Überfall ein. Partagaz informiert zeitgleich Lonni und Dedras ehemaligen Assistenten Heert über die positive Resonanz von Gorsts Verhörmethoden, weswegen mit Palpatines Einverständnis ein ganzes Gorst-Programm ins Leben gerufen werden soll. Mon und Perrin besuchen unterdessen auf Coruscant eine Investitur-Party von Sculdun, nachdem sie sich zuvor kurz mit dem befreundeten Senator Bail Organa ausgetauscht hatten. Auf der Party ist auch überraschend Krennic anwesend, wodurch er und Mon mehrfach in Form von Wortgefechten aneinandergeraten. Luthen und Kleya gehen dabei aufs Ganze, um die Wanze unbemerkt zu entfernen und nicht ertappt zu werden. Durch den Gebrauch von Lonni als Ablenkung gelingt Kleya das Entfernen der Wanze, sodass sie und Luthen zufrieden die Party verlassen können. Die Gruppe um Vel und Cinta beginnt schließlich den Überfall umzusetzen, während Syril das Geschehen beobachtet und an Dedra sowie Partagaz berichtet. Der Überfall gelingt, doch durch das Handgemenge zweier streitender Mitglieder wird Cinta versehentlich tödlich angeschossen. Vel gibt einem der Verantwortlichen daraufhin zu verstehen, dass dieser Verlust ihn nun für immer verfolgen und nicht loslassen wird. Bix infiltriert derweil einen imperialen Wohnkomplex und rächt sich an Gorst, indem sie ihn seiner eigenen Foltermethode aussetzt. Nachdem sie das Gebäude verlässt, tritt sie mit Cassian gemeinsam die Flucht an, wobei dieser das Gebäude zusätzlich in die Luft sprengt. |           |                                    |                           |                          |                                                |                     |               |
| 19 | 7         | Bote                               | Messenger                 | 6. Mai 2025              | 7. Mai 2025                                    | Janus Metz          | Dan Gilroy    |
| Zwei Jahre vor der Schlacht von Yavin hat sich die Rebellion zu großen Teilen bereits organisiert und auf Yavin IV einen Stützpunkt bezogen. Cassian und Bix, die sich dort mittlerweile niedergelassen haben, werden eines Tages von Wilmon besucht. Dieser war in der Zwischenzeit im Auftrag Luthens auf Ghorman tätig und überzeugt Cassian, ihn zu begleiten, da sich nun auch Dedra auf dem Planeten aufhalte. Vor Ort hat sich die Lage verschlechtert und die imperiale Präsenz zugenommen, welche die Ghormaner in imperialer Propaganda als Terroristen hinstellt. Die Ghorman-Front denkt dabei über ihre weiteren Schritte nach, während Syril Zweifel an Dedras Aussagen aufkommen. Partagaz lässt Dedra wiederum Unterstützung in Form von Captain Kaido und noch recht jungen Rekruten zukommen, sehr zu ihrem Unmut. Bix erfährt durch eine Machtheilerin, dass Cassian ein Bote und noch von großer Wichtigkeit für die Rebellion sei. Trotz Einwände seines neuen Vorgesetzten, General Davits Draven, tritt Cassian mit Wilmon die Reise nach Ghorman an. |           |                                    |                           |                          |                                                |                     |               |
| 20 | 8         | Wer bist du?                       | Who Are You?              | 6. Mai 2025              | 7. Mai 2025                                    | Janus Metz          | Dan Gilroy    |
| Auf Ghorman spitzt sich die Lage zu, als die Ghormaner und die Ghorman-Front zu einem Generalstreik aufrufen. Die große Menschenansammlung zieht dabei zum Plaza von Palmo, wo die Gedenkstätte beherbergt ist, und protestiert zunächst friedlich, indem Lieder gesungen werden. Syril stellt schließlich Dedra zur Rede und erzwingt ein Geständnis, womit er nun von den Absichten des Imperiums weiß. Kaido lässt kurz danach die Sturmtruppen als Einschüchterung aufmarschieren und die Rekruten gezielt in der Menge platzieren. Indem ein heimlicher imperialer Scharfschütze einen der Rekruten auf Kaidos Befehl erschießt und so die Rechtfertigung für das imperiale Vorgehen liefert, entbrennt schließlich ein Massaker. Die anwesenden Ghormaner werden durch die Sturmtruppen gnadenlos abgeschlachtet, wobei Syril inmitten des Chaos Cassian wiedererkennt und ihn in ein Handgemenge verwickelt. Carro eilt jedoch unerwartet zur Hilfe und erschießt Syril. Als zweite Maßnahme entsendet Kaido eine Gruppe KX-Sicherheitsdroiden, die ebenfalls erbarmungslos Jagd auf die flüchtenden Ghormaner machen. Zu Cassians Entsetzen entschließt sich Wilmon auf Ghorman zu bleiben und weiterhin die Ghorman-Front zu unterstützen, weswegen Cassian allein die Rückreise antreten muss. Allerdings nimmt er einen zuvor außer Gefecht gesetzten KX-Sicherheitsdroiden mit. |           |                                    |                           |                          |                                                |                     |               |
| 21 | 9         | Willkommen bei der Rebellion       | Welcome to the Rebellion  | 6. Mai 2025              | 7. Mai 2025                                    | Janus Metz          | Dan Gilroy    |
| Einen Tag nach dem neuen Ghorman-Massaker erreicht die Schreckensnachricht auch den Galaktischen Senat, obgleich das Imperium falsche Narrative zu verbreiten versucht. Die Senatoren Mon Mothma und Bail Organa einigen sich darauf, dass jemand sich gegen die Gräueltaten aussprechen, danach aber eine schnelle Flucht antreten müsse. Während Mon sich entschließt, eine Rede im Plenarsaal vorzutragen, erklärt Bail im Rahmen einer Hinhaltetaktik weiter auf Coruscant zu bleiben, auch da der Stützpunkt auf Yavin IV noch nicht bereit sei. Bail arrangiert Mons Flucht nach ihrer Rede, jedoch wurde sein Team von ISB-Agenten unterwandert. Darum beauftragt Luthen Cassian mit der sicheren Extraktion Mons zum Stützpunkt der Rebellen. Cassian stimmt zu, gibt aber an, danach aussteigen zu wollen. Mon muss zwischenzeitlich von Luthen erfahren, dass ihr Assistent und Senatsattaché Erskin Semaj für ihn arbeitet und sie beschützen sollte. Enttäuscht feuert sie ihn. Als Mon später ihre Rede im Senat hält, nennt sie die Ereignisse auf Ghorman einen Völkermord und bezeichnet Imperator Palpatine als Monster. Sofort danach treten sie und Cassian die waghalsige Flucht aus dem Senatsgebäude an, wobei sie kurz in Cassians altem Unterschlupf unterkommen. Dort trifft Cassian Wilmon, der auf der Flucht einen glatten Durchschuss in eins seiner Beine erlitten hat. Daraufhin organisiert Cassian Wilmons Transport nach Yavin IV, während Mon in einem separaten Schiff von der Gold-Staffel begleitet den Stützpunkt erreichen soll. Auf Yavin IV angekommen wird Wilmon umgehend versorgt, zeitgleich wird der von Cassian geborgene KX-Sicherheitsdroide aktiviert. Abends teilt Cassian Bix mit, dass er aussteigen und mit ihr einen sicheren Platz suchen wolle. Am nächsten Morgen muss er feststellen, dass Bix in der Nacht verschwunden ist. In einer Holo-Nachricht gibt sie als Grund an, sich für die Rebellion entschieden zu haben und dass Cassians Platz dort sei. |           |                                    |                           |                          |                                                |                     |               |
| 22 | 10        | Mach, dass es aufhört              | Make It Stop              | 13. Mai 2025             | 14. Mai 2025                                   | Alonso Ruizpalacios | Tom Bissell   |
| Ein Jahr vor der Schlacht von Yavin bittet Lonni um ein Treffen mit Luthen und gesteht, dass seine Tarnung aufgeflogen und seine Verhaftung nur eine Frage der Zeit sei. Nachdem Luthen seine sichere Abreise von Coruscant garantiert, klärt er ihn über die wahren Absichten hinter dem Energieprogramm Palpatines, dem Ghorman-Massaker und der Besetzung Jedhas auf; alles zum Bau einer Superwaffe, der von Krennic überwacht wird. Dennoch tötet Luthen Lonni zur Vermeidung eines Lecks und schickt Kleya fort. Unmittelbar nachdem er das Funkgerät zerstört hat, erscheint Dedra in seinem Laden und konfrontiert ihn mit der gestohlenen Starpath-Einheit, gewiss ihn in die Ecke gedrängt zu haben. Luthen entgegnet allerdings, die Rebellion befinde sich nun überall in der Galaxis und verletzt sich selbst mit einem Dolch lebensgefährlich. Daraufhin wird er zur Genesung in das imperiale Lina-Soh-Hospital gebracht, wonach Dedra ihn verhören will. Dedra wird derweil im Auftrag von Partagaz unter Arrest gestellt. Kleya wiederum infiltriert das Hospital und stellt schweren Herzens mit Tränen in den Augen die lebenserhaltenden Maßnahmen ab, womit Luthen schließlich stirbt. In Rückblenden wird Luthens Vergangenheit als imperialer Sergeant beleuchtet, der eine junge Kleya in seinem Schiff vorfindet und schließlich aufnimmt, während seine Einheit ihr Heimatdorf auslöscht. In der Zeit danach und infolge von Reisen nach verschiedenen Planeten wie etwa Naboo wächst Kleya allmählich zur Rebellin heran, wobei sie und Luthen ebenfalls anfangen, ihr späteres Geschäftsmodell mit dem Verkauf von Antiquitäten zu etablieren. |           |                                    |                           |                          |                                                |                     |               |
| 23 | 11        | Wer weiß noch davon?               | Who Else Knows?           | 13. Mai 2025             | 14. Mai 2025                                   | Alonso Ruizpalacios | Tom Bissell   |
| Krennic verhört Dedra nach Luthens Tod hinsichtlich weiterer Personen, die vom Todesstern und Galen Erso wissen könnten. Nachdem sie auf Kleya hinweist und Krennic weitere Maßnahmen empfiehlt, erklärt Krennic ihr allerdings, ohne sie fortzufahren. Heert kommt Kleya nach kurzer Zeit auf die Spur, weswegen sie in einem Versteck einen Notruf sendet, der auf Yavin IV von Wilmon entdeckt und von ihm an Cassian, K-2SO sowie Melshi weitergeleitet wird. Entgegen dem Willen der Allianz bricht Cassian kurz danach mit K-2SO und Melshi an Bord eines U-Flüglers nach Coruscant auf. Als Wilmon bei Draven Luthens Rolle innerhalb der Rebellion verständlich macht und für Cassian eintritt, wird er in seinem Quartier unter Arrest gestellt. Durch eine imperiale Technikerin ermittelt Heert Kleyas exakten Standort und zieht mit einem Einsatzteam los, wobei er die Funkfrequenzen stören lässt. Als Cassian eintrifft, informiert Kleya ihn über die Superwaffe, Ghormans wahren Zweck, den Abbau der Kyberkristalle auf Jedha und Galen Erso. Aufgrund der Ansicht der Allianz hinsichtlich Luthen will Kleya zurückbleiben, doch Cassian weigert sich, sie zurückzulassen. Parallel begibt sich K-2SO auf die Suche und schaltet die Patrouillen aus, während Heerts Einsatzteam näher rückt. |           |                                    |                           |                          |                                                |                     |               |
| 24 | 12        | Jedha, Kyber, Erso                 | Jedha, Kyber, Erso        | 13. Mai 2025             | 14. Mai 2025                                   | Alonso Ruizpalacios | Tom Bissell   |
| Beim Feuergefecht mit Heerts Einheit wird Kleya durch eine Granate verwundet, die Exfiltration ist dennoch erfolgreich; dabei wird Heert durch K-2SO getötet. Saw misstraut zwischenzeitlich durch seine Paranoia der Allianz und weigert sich Unterstützung anzunehmen. Zurück auf Yavin IV präsentiert Cassian dem Oberkommando der Allianz, dem neben Mon und Draven mittlerweile auch Bail, Admiral Raddus sowie die Senatoren Nower Jebel und Tynnra Pamlo angehören, die von Kleya mitgeteilten Details. Das Oberkommando zweifelt am Wahrheitsgehalt der Informationen und verbannt ihn in sein Quartier, mit Mons Zustimmung darf er jedoch Kleya auf der Krankenstation besuchen. Nachdem er Wilmon von Luthens Tod berichtet, gedenkt er mit Vel der Opfer und Gefallenen und bekräftigt den Wahrheitsgehalt von Luthens Geschichte. Unterdessen hört Partagaz Nemiks Manifest zu und begeht kurz danach Suizid, um seiner Verhaftung und einer schlimmeren Bestrafung zu entgehen. Vel und Kleya sprechen sich in der Zwischenzeit aus, erste versichert ihr dabei, bei Freunden zu sein. Cassian erhält wiederum von Draven den Auftrag, den Informanten Tivik auf dem Ring von Kafrene zu treffen und später zudem durch Bail die finale Autorisierung der Mission. Während Cassian ultimativ seine entscheidende Reise antritt, beobachtet er Wilmon, Mon und Vel, wie sie friedlich inmitten der anderen Rebellen leben. Auch Kleya hat ihren Frieden gefunden, Perrin lebt derweil mit Sculduns Ehefrau Runai zusammen, Saw beobachtet auf Jedha die Heilige Stadt und Krennic überwacht die letzte Etappe der Todesstern-Konstruktion. Auf Mina-Rau lebt währenddessen Bix mit ihrem sowie Cassians Sohn weiter, ebenfalls in Frieden. |           |                                    |                           |                          |                                                |                     |               |